# Jasnyj (obwód kurski)
Jasnyj (ros. Ясный) – chutor w zachodniej Rosji, w sielsowiecie bielajewskim rejonu konyszowskiego w obwodzie kurskim.

## Geografia
Miejscowość położona jest nad Swapą (prawy dopływ Sejmu), 10 km od centrum administracyjnego sielsowietu (Bielajewo), 22 km na północny zachód od centrum administracyjnego rejonu (Konyszowka), 86 km na północny zachód od Kurska.
W chutorze znajduje się 9 posesji.
Klimat
Miejscowość, jak i cały rejon, znajduje się w strefie klimatu kontynentalnego z łagodnym ciepłym latem i równomiernie rozłożonymi opadami rocznymi (Dfb w klasyfikacji klimatów Köppena).

## Demografia
W 2010 r. chutor zamieszkiwało 5 osób.